# Antonov An-38
Dimensions
L'Antonov An-38 est un avion de transport bimoteur léger, version rallongée et modernisée de l'Antonov An-28. Sa première apparition eut lieu au Salon international de l'aéronautique et de l'espace de Paris-Le Bourget de 1991. Son premier vol a eu lieu en 1994 et sa certification locale en 1997. La certification internationale fut obtenue 2004.
Sa capacité d'emport maximale est de 2 500 kg, soit 27 passagers ou fret et sa vitesse de croisière maximale est de 405 km/h. Son train à pneus basse pression lui permet d'utiliser des pistes non préparées et il peut fonctionner dans des températures au sol de −50 °C jusqu'à + 45 °C.
Les modèles Аn-38-100 et 38-120 sont équipés de deux moteurs Honeywell TPE 331-14GR-801E. Seuls 11  exemplaires ont été construits et 2 sont toujours en service en 2024.
D'autres variantes sont envisagées par Antonov comme un modèle VIP de 10 places et un modèle An-38K cargo pour 4 containers ou 3 500 kg de fret, mais aucune n'a été réalisée.